# Theresa Mayová
Theresa Mary Mayová (rozená Brasierová; * 1. října 1956 Eastbourne) je britská politička, mezi lety 2016–2019 premiérka Spojeného království a vůdkyně Konzervativní strany, jakožto druhá žena v těchto úřadech po Margaret Thatcherové. Od května 1997 zasedá v Dolní sněmovně za obvod Maidenhead.
Po zformování Cameronovy koaliční vlády v roce 2010 se stala ministryní vnitra. Po všeobecných volbách 2015 obhájila post ministryně vnitra ve druhém Cameronově kabinetu, kde setrvala až do července 2016.
V důsledku rezignace premiéra Davida Camerona byla 13. července 2016 jmenována královnou Alžbětou II. premiérkou Spojeného království, jakožto druhá žena v historii země po Margaret Thatcherové.
Dne 24. května 2019 oznámila Mayová, že 7. června téhož roku odstoupí ze své funkce vůdkyně Konzervativní strany, protože se jí nepodařilo získat podporu Dolní sněmovny pro dohodu s Evropskou unií o podmínkách brexitu. Rezignaci podala 24. července a byla vystřídána nově zvoleným předsedou Konzervativní strany Borisem Johnsonem.

## Život
Narodila se roku 1956 v Eastbourne do rodiny Huberta Brasiera (1917–1981) a Zaidee Mary Brasierové (rozené Barnesové; 1928–1982). Nemá žádné sourozence. Otec byl duchovním anglikánské církve a sloužil jako vikář ve Wheatley, ležícím několik kilometrů východně od Oxfordu. V roce 1981 zemřel při automobilové nehodě. Matka, která trpěla roztroušenou sklerózou, zemřela o rok později a Mayová, která však již byla vdaná, se tak stala sirotkem.
Vystudovala geografii na Oxfordské univerzitě, pak působila v londýnském City a v letech 1977 až 1983 pracovala v Bank of England. Poté se stala vedoucí oddělení pro evropské záležitosti a hlavní poradkyní ve věcech mezinárodních záležitostí v organizaci APACS (UKPA) spravující platební systémy bank a dalších finančních institucí.
Roku 1980 se provdala za Philipa Maye, se kterým se seznámila v roce 1977 během studií v Oxfordu. Její manžel je povoláním manažer kapitálové společnosti. Manželství zůstalo bezdětné. V roce 2013 jí byl diagnostikován diabetes 1. typu.

## Politické působení

### Začátek politické kariéry
V politice začala působit v letech 1986 až 1994 jako radní v Mertonu na jihu Londýna. Do Dolní sněmovny Spojeného království kandidovala zprvu neúspěšně v letech 1992 a 1994. Úspěšná byla až její kandidatura v roce 1997 za volební obvod Maidenhead. Poslanecký mandát obhájila poté v letech 2001, 2005, 2010 i 2015.

### Ministryně ve vládě Spojeného království
Po zformování Cameronovy koaliční vlády v roce 2010 se stala ministryní vnitra (Home secretary). Zároveň byla jmenována i ministryní pro ženy a rovné příležitosti. Na druhou funkci však rezignovala v září 2012. Po všeobecných volbách 2015 obhájila post ministryně vnitra ve druhém Cameronově kabinetu, kde setrvala až do července 2016. Stala se tak nejdéle působící ministryní vnitra za posledních 60 let. V průběhu jejího působení v úřadu provedla policejní reformu a  zastávala tvrdší postup proti drogám.
Mayová v roce 2010 slíbila, že omezí imigraci na 100 000 lidí ročně. Navzdory jejímu slibu se v roce 2014 do Spojeného království přistěhovalo 624 000 lidí, z toho bylo 292 000 imigrantů z bývalých kolonií Britského impéria, především z Asie a Afriky, a 251 000 občanů zemí Evropské unie. Dalších 327 000 lidí zemi ve stejný rok opustilo.

### Premiérka Spojeného království
V kampani před referendem v roce 2016, v němž občané hlasovali o ukončení členství Spojeného království v Evropské unii, tzv. brexit, podporovala stranu pro setrvání v EU (tzv. „remainers“). Tato strana prohrála proti odpůrcům členství v EU (tzv. „brexiteers“). Mayová se však před referendem neangažovala nijak výrazně a obecně je počítána mezi euroskeptické politiky. K euroskeptikům ji řadí mj. i její názor, že by Spojené království mělo odstoupit od Úmluvy o ochraně lidských práv a základních svobod. Relativně středová pozice v otázce vztahu s Evropskou unií byla jedním z důvodů, proč se o ní ihned spekulovalo jako o jednom z možných nástupců premiéra Davida Camerona, když ten po referendu oznámil, že zhruba do tří měsíců rezignuje.
Poté, co v boji o místo vůdce Konzervativní strany neuspěli ani bývalý londýnský starosta Boris Johnson, ani ministr spravedlnosti Michael Gove a pak z něj odstoupila i její zbývající sokyně Andrea Leadsomová, byla Theresa Mayová poslaneckým klubem prohlášena za novou vůdkyni strany. Dne 13. července 2016 byla královnou Alžbětou II. jmenována ministerskou předsedkyní (Prime Minister, PM) Spojeného království jako druhá žena v tomto úřadě po Margaret Thatcherové. Již 14. července 2016 oznámila jména všech členů své vlády.
Jen několik dní po nástupu Donalda Trumpa jako prezidenta Spojených států jej Theresa Mayová navštívila v Bílém domě. Ve čtvrtek 26. ledna 2017 pronesla ve Filadelfii řeč, v níž se zasadila za „znovuobnovení zvláštních vztahů mezi USA a Spojeným královstvím v nové éře“.
Dne 18. dubna 2017 Mayová vyhlásila předčasné volby na 8. června 2017 s cílem upevnění svého mandátu při jednáních s Evropskou unií o podmínkách brexitu. Na konci května 2017 uvedla, že pokud ve volbách přijde byť jen o šest křesel v Dolní sněmovně, bude to pro ni prohra a k jednání s Evropskou unií vyšle lídra opozice. Volby 8. června 2017 sice vyhrála, nezískala však většinu v Dolní sněmovně parlamentu, která se tím dostala do situace, kdy žádná strana nemá většinu (tzv. „hung parliament”). Konzervativci získali pouze 318 mandátů; doposud měli 330 křesel a pro většinu potřebovali minimálně 326. Theresa Mayová však ohlásila, že chce zůstat premiérkou, v Dolní sněmovně totiž mohla počítat s podporou 10 poslanců Demokratické unionistické strany (DUP), což je hlavní politická síla severoirských protestantů.
Vláda premiérky Mayové podpořila vojenskou intervenci v Jemenu pod vedením Saúdské Arábie a patří mezi největší vývozce zbraní do Saúdské Arábie, čelila proto kritice, že se nepřímo podílí na páchání válečných zločinů a na smrti jemenských civilistů.
V roce 2018 navštívila Čínu a při té příležitosti byly uzavřeny významné obchodní dohody. Čínská státní média ocenila její „pragmatismus“, protože se odmítla veřejně vyjadřovat k problematice lidských práv v Číně.

### Období před brexitem a po něm
Dne 15. ledna 2019 zamítla Dolní sněmovna smlouvu o modalitách ukončení členství Spojeného království v Evropské unii, kterou vláda Theresy Mayové dojednala s Evropskou komisí. Pro smlouvu hlasovalo pouze 202 poslanců Dolní sněmovny, proti smlouvě 432 poslanců. Smlouvu zamítlo zhruba 100 poslanců vládní Konzervativní strany. Vznikly tak obavy o další vývoj. Není jisté, jak a zda skutečně proběhne 29. března 2019 vystoupení Spojeného království z EU. Je několik možností včetně tzv. nekoordinovaného brexitu nebo posunutí jeho termínu o několik týdnů. Následujícího dne, tedy 16. ledna 2019, vyvolala Labouristická strana hlasování o nedůvěře vládě v Dolní sněmovně. Toto hlasování však premiérka Theresa Mayová přestála, když pro vládu hlasovalo 325 poslanců a proti ní 306 poslanců. Po sérii neúspěšných jednání s Evropskou unií a opozicí v parlamentu oznámila 24. června 2019 Mayová oznámila svůj záměr rezignovat na funkci premiérky. Funkci složila 24. července 2019 do rukou královny Alžběty II. a byla v tentýž den nahrazena novým předsedou Konzervativců Borisem Johnsonem.